# Michael Lonsdale

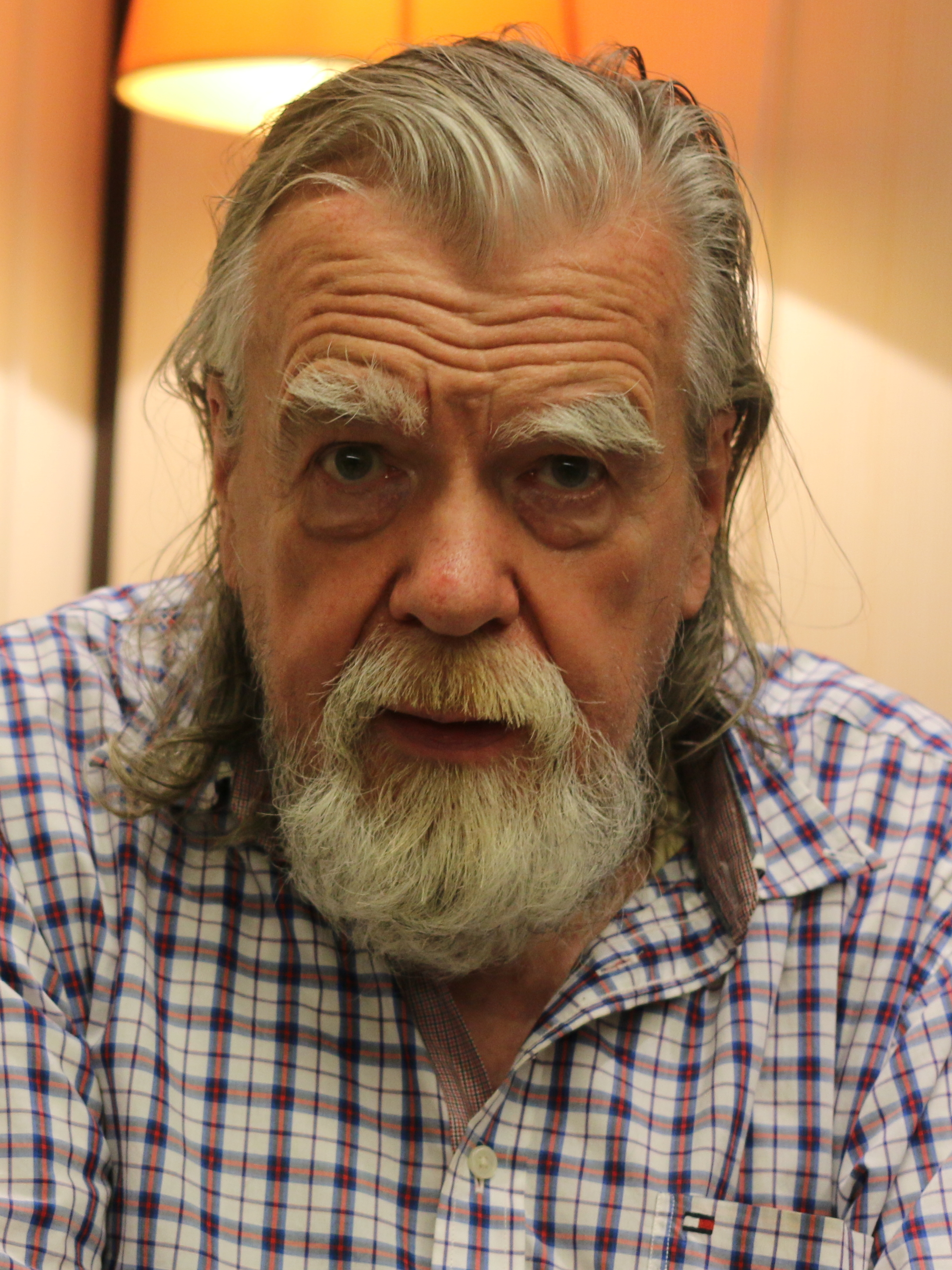
Michael Lonsdale (2014)

Michael Lonsdale (* 24. Mai 1931 in Paris; † 21. September 2020 ebenda), auch als Michel Lonsdale und Alfred de Turris bekannt, war ein französisch-britischer Schauspieler.

## Leben
Lonsdale war der Sohn einer französischen Mutter und eines britischen Offiziers. Bis zu seinem siebten Lebensjahr lebte er in London, danach in Marokko. 1947 kam er nach Paris. Lonsdale wuchs zweisprachig auf und sprach Französisch und Englisch. Bei Tanja Balachowa studierte er Schauspiel und debütierte 1955 bei Raymond Rouleau.
In den 1960er Jahren wandte er sich dem Kino zu. International bekannt wurde er durch seine Rollen in Filmen von François Truffaut: als Jeanne Moreaus drittes Mordopfer in Die Braut trug schwarz und als Schuhgeschäftsbesitzer Tabard in Geraubte Küsse. Neben Truffaut arbeitete er mit weiteren Regisseuren der Nouvelle Vague, darunter Alain Resnais, Louis Malle und Jacques Rivette. Im Laufe seiner Karriere arbeitete er mit einer Reihe weiterer anerkannter Regisseure wie Orson Welles, Joseph Losey, Luis Buñuel, Miloš Forman, John Frankenheimer, Steven Spielberg, François Ozon und Manoel de Oliveira zusammen. Für seine Darstellung des Inspektors Lebel in Der Schakal von Fred Zinnemann erhielt er 1973 eine Nominierung als Bester Nebendarsteller für den britischen BAFTA Award. 
Lonsdale war in vielen Filmprojekten jenseits des Mainstream wie etwa in India Song von Marguerite Duras zu sehen, aber auch in internationalen kommerziellen Filmproduktionen, so 1979 in Moonraker, in dem er James Bonds Gegenspieler, Sir Hugo Drax, verkörpert. Er war dreimal für den französischen Filmpreis César nominiert, jeweils als Bester Nebendarsteller (so für Nelly & Monsieur Arnaud, La question humaine und für Von Menschen und Göttern). 2011 erhielt er für die Darstellung des Luc in Von Menschen und Göttern einen César sowie den Prix Lumières. Sein Schaffen für Film und Fernsehen umfasst rund 240 Produktionen.
Neben dem Kino arbeitete er am Theater mit Regisseuren wie Jean-Louis Barrault, Peter Brook und Claude Régy zusammen. Daneben inszenierte er auch selbst und trat als Maler in Erscheinung. Seine letzten Filme kamen im Jahr 2016 in die Kinos. Michael Lonsdale starb am 21. September 2020 im Alter von 89 Jahren in Paris. Er fand seine letzte Ruhestätte auf dem Cimetière de Montmartre (4. Division).

## Filmografie (Auswahl)
- 1960: Die kleinen Sünderinnen (Les portes claquent) – Regie: Michel Fernaud, Jacques Poitrenaud
- 1962: Der Prozeß (Le procès)
- 1965: Grüße an die Mafia (Je vous salue, Mafia!) – Regie: Raoul Lévy
- 1966: Geld oder Leben (La bourse et la vie)
- 1966: Unser Mann von Interpol (Le Judoka agent secrèt) – Regie: Pierre Zimmer
- 1968: Die Braut trug schwarz (La Mariée était en noir)
- 1968: Die große Aktion (La grande lessive) – Regie: Jean-Pierre Mocky
- 1968: Geraubte Küsse (Baisers volés)
- 1969: Onkel Paul, die große Pflaume (Hibernatus)
- 1971: Herzflimmern (Le souffle au cœur)
- 1971: Ein toller Bluff (Il était une fois un Flic) – Regie: Georges Lautner
- 1971: Mörder nach Vorschrift (Les assassins de l’ordre) – Regie: Marcel Carné
- 1971: Das späte Mädchen (La vieille fille)
- 1972/1990: Out 1: Noli me tangere / Out 1: Spectre
- 1973: Der Schakal (The Day of the Jackal)
- 1973: Das Mädchen mit dem Cello (La fille au violoncelle) – Regie: Yvan Butler
- 1973: Duell in Vaccares (Caravan to Vaccares) – Regie: Geoffrey Reeve
- 1974: Stavisky
- 1974: Das beständige Gleiten der Begierde (Glissements progressifs du plaisir)
- 1974: Die Verdächtigen (Les suspects) – Regie: Michel Wyn
- 1974: Galileo – Regie: Joseph Losey
- 1974: Das Gespenst der Freiheit (Le Fantôme de la liberté)
- 1975: Aloise – Regie: Liliane de Kermadec
- 1975: Zum Freiwild erklärt (Folle à tuer)
- 1975: Das Kätzchen (Le téléphone rose) – Regie: Édouard Molinaro
- 1975: India Song
- 1975: Sondertribunal – Jeder kämpft für sich allein (Section speciale)
- 1975: Die romantische Engländerin (The Romantic Englishwoman)
- 1976: Monsieur Klein
- 1976: Die gekochten Eier (Les œufs brouillés) – Regie: Jöel Santini
- 1977: Die linkshändige Frau
- 1977: Une sale histoire – Regie: Jean Eustache
- 1978: Die Passage (The Passage) – Regie: J. Lee Thompson
- 1979: James Bond 007 – Moonraker – Streng geheim (Moonraker)
- 1980: Der Bunker (The Bunker)
- 1981: Der Geheimagent (L'agent secret)
- 1981: Die verbotenen Spiele der Gräfin Dolingen von Gratz (Les jeux de la Comtesse Dolingen de Gratz) – Regie:
- 1981: Seuls
- 1982: Die unglaubliche und traurige Geschichte von der unschuldigen Eréndira und ihrer herzlosen Großmutter (Eréndira)
- 1982: Enigma
- 1983: Das Geld bleibt unter uns (Une jeunesse) – Regie: Moshé Mizrahi
- 1984: Der Richter von Marseille (Le juge) – Regie: Philippe Lefebvre
- 1984: Der dicke König Dagobert (Le bon roi Dagobert) – Regie: Dino Risi
- 1985: Der 4 1/2 Billionen Dollar Vertrag (The Holcroft Covenant)
- 1985: L’Éveillé du pont de l’Alma – Regie: Raúl Ruiz
- 1986: Der Name der Rose
- 1987: Der Madonna-Mann
- 1987: Das goldene Vlies (Riviera) – Regie: Alan Smithee
- 1988: Das Kind und der Präsident (L’enfant et le président) – Regie: Regis Milcent
- 1991: Mein Leben ist die Hölle (Ma vie est un enfer)
- 1993: Was vom Tage übrig blieb (The Remains of the Day)
- 1995: Jefferson in Paris
- 1995: Nelly & Monsieur Arnaud
- 1998: Ronin
- 1998: Que la lumière soit!
- 2001: Ein anderes Leben (La place de l’autre) – Regie: Roberto Garzelli
- 2001: Die von gegenüber (Ceux d’en face) – Regie: Jean-Daniel Pollet
- 2003: Adieu – Regie: Arnaud des Pallières
- 2003: Das Geheimnis des gelben Zimmers (Le mystère de la chambre jaune)
- 2004: Preis des Verlangens (Sotto falso nome)
- 2004: 5×2 – Fünf mal zwei (5x2)
- 2005: Bye Bye Blackbird
- 2005: Das Parfum der Dame in Schwarz (Le parfum de la dame en noir) – Regie: Bruno Podalydès
- 2005: München (Munich)
- 2006: Goyas Geister (Goya’s Ghosts)
- 2007: Die letzte Mätresse (Une vieille maîtresse)
- 2009: Agora – Die Säulen des Himmels (Agora)
- 2010: Von Menschen und Göttern (Des hommes et des dieux)
- 2011: Les hommes libres – Regie: Ismaël Ferroukhi
- 2012: O Gebo e a Sombra – Regie: Manoel de Oliveira
- 2014: Maestro – Regie: Léa Fazer
- 2016: Das Ende ist erst der Anfang (Les premiers, les derniers) – Regie: Bouli Lanners